# Cerro Polanco
El cerro Polanco es uno de los 42 cerros de Valparaíso, Chile. Ubicado al norte de la avenida José Santos Ossa, entrada a Valparaíso desde la Ruta 68, y al oriente de la avenida Argentina, fue poblado de forma inicial por el regidor Santiago Polanco, quien le dio su nombre, a inicios del siglo xix.
Luego del terremoto de 1906 gran parte de la población del plan de la ciudad se fue a vivir a los cerros aledaños a la avenida Argentina, entre ellos el Polanco, por lo que se construyeron una buena cantidad de conventillos, y en 1915 se inauguró el ascensor Polanco, único de Valparaíso de carácter vertical.